# Pescasseroli
Pescasseroli est une commune italienne de la province de L'Aquila, dans la région des Abruzzes.

## Fêtes et traditions
- Fêtes de Sainte-Marie du mont Carmel le 15 et 16 juillet.

## Administration
| Période                                  | Période | Identité | Étiquette | Qualité |
| ---------------------------------------- | ------- | -------- | --------- | ------- |
|                                          |         |          |           |         |
| Les données manquantes sont à compléter. |         |          |           |         |

### Jumelage
Pescasseroli est jumelée avec :
- Castellane  (France) depuis 2001.

### Communes limitrophes
Alvito (FR), Bisegna, Campoli Appennino (FR), Gioia dei Marsi, Lecce nei Marsi, Opi, San Donato Val di Comino (FR), Scanno, Villavallelonga.